# Hôpital du Gros-Caillou

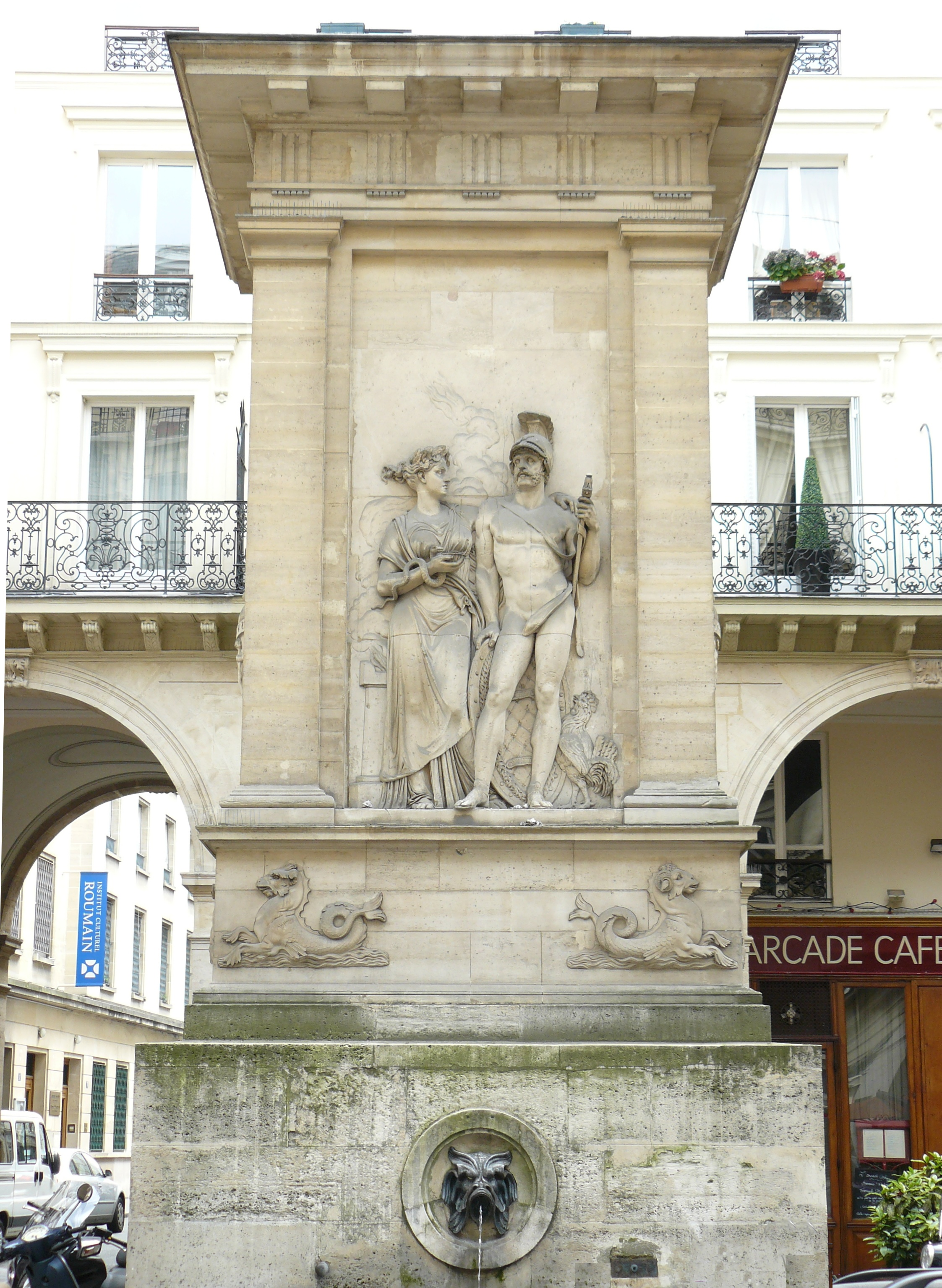
Die Fontaine de Mars, vor dem ehemaligen Haupteingang

Das Hôpital du Gros-Caillou war ein ehemaliges Militärkrankenhaus in Paris. Das Hospital war nach dem Quartier Gros-Caillou im 7. Arrondissement in Paris benannt, in dem es stand.
Die Ursprünge des Hospitals liegen im Jahr 1757, in dem der Herzog Biron beauftragt wurde, alle für die Gründung eines Hospitals für das Régiment des Gardes françaises notwendigen Grundstücke und Häuser aufzukaufen. Der Betrieb wurde im Jahr 1759 aufgenommen. Im Zuge der Französischen Revolution fiel das Gros-Caillou 1789 an die Stadt Paris. Aber schon 1802 wurde das Caillou mittels Dekret Napoleons der Garde impériale als Hospital zugewiesen. Zu dieser Zeit arbeiteten dort ein Arzt, 6 Chirurgen und 4 Apotheker. In den folgenden Jahren sollte sich das Caillou vergrößern und schon im Jahr 1810 konnte dieses Krankenhaus, das 24 Zimmer mit 18 bis 20 Betten umfasste, 450 Patienten aufnehmen. Insgesamt arbeiteten dort dann 20 Chirurgen und 5 Apotheker. Die Bettenkapazität stieg bis 1867 auf über 630.
Das Gros-Caillou wurde 1899 abgerissen und lediglich der Brunnen, die Fontaine de Mars, der vor dem Haupteingang stand, wurde verschont. Dieser befindet sich in der Rue Saint Dominique 129–131.
War das Krankenhaus in Paris selbstverständlich bekannt, so schaffte es Alexandre Dumas in seinem Roman Die Gräfin von Charny, das Gros-Caillou auch frankreichweit bekannt zu machen.
Das Hospital wird im Laufe des Buches immer wieder erwähnt. Allerdings ist auch eine ganze Szene dem Gros-Caillou gewidmet. In der französischen Ausgabe heißt das Kapitel auch entsprechend Hôpital du Gros-Caillou. Die Protagonisten sind auch schon aus den anderen Bänden der Memoiren eines Arztes bekannt. Hier kommt Ange Pitou zusammen mit dem verletzten Bauern Billot, Pächter des Dokteur Honore Gilbert, in das völlig überfüllte Hospital. Billot wird auf einer Trage transportiert. Es waren von überall her Matratzen beschafft worden, die nun auf der Erde liegen und auf denen Verletzte liegen. Kein Arzt ist zu sehen. Nach mehrstündigen Warten taucht ein Arzt auf: Honore Gilbert. Dieser behandelt seinen schwer verletzten Freund. Als Gilbert damit fertig ist, fragt er Pitou, wie und warum er hier sei, und Pitou erzählte von seiner Suche nach Billot und dem Massaker auf dem Marsfeld. Gilbert war jedoch auch auf dem Marsfeld und kam aber auf einem anderen Weg ins Gros-Caillou, dort kümmerte er sich, um den anderen Verletzten, bis er Pitou begegnete.